# Wederdopersoproer

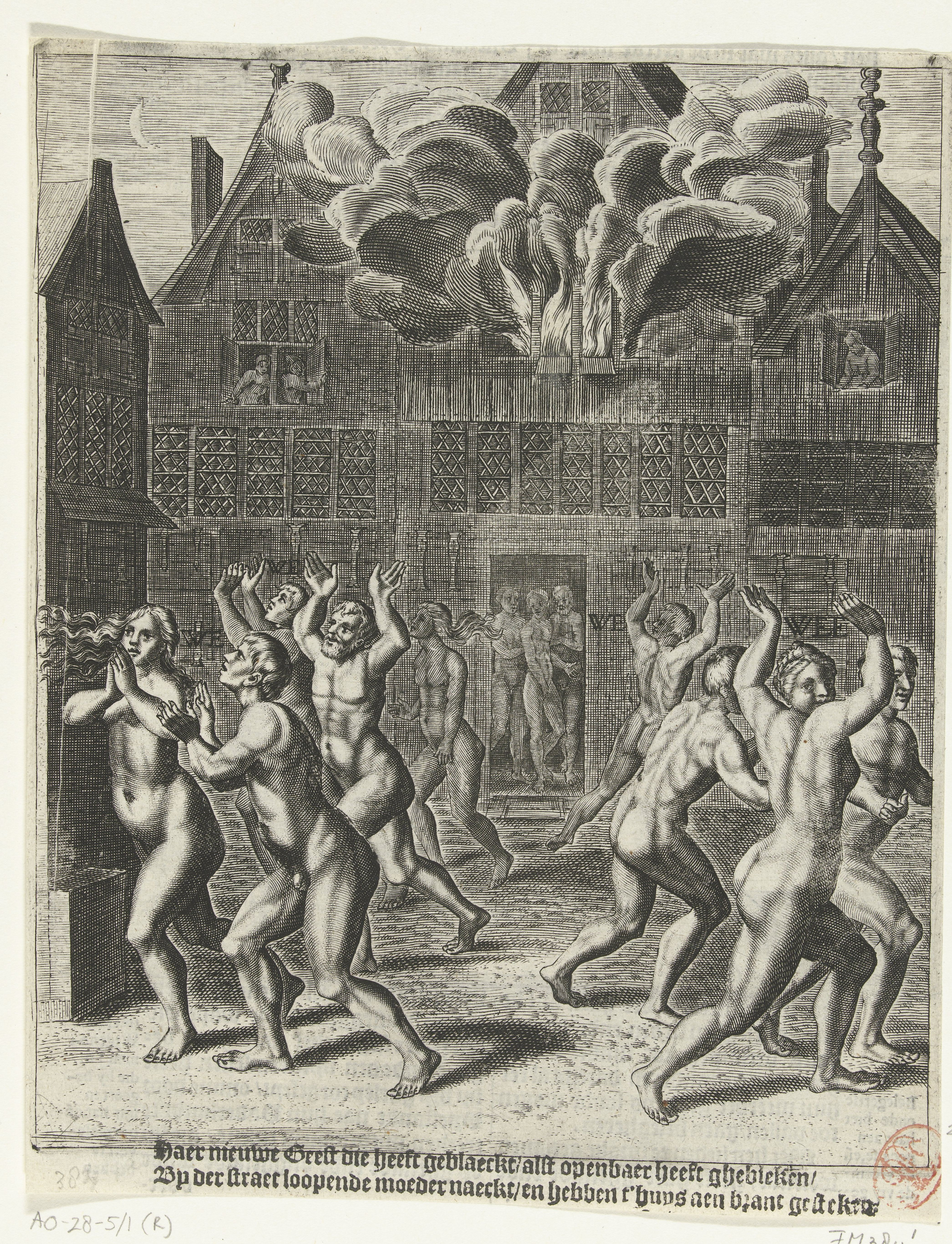
Naaktlopers

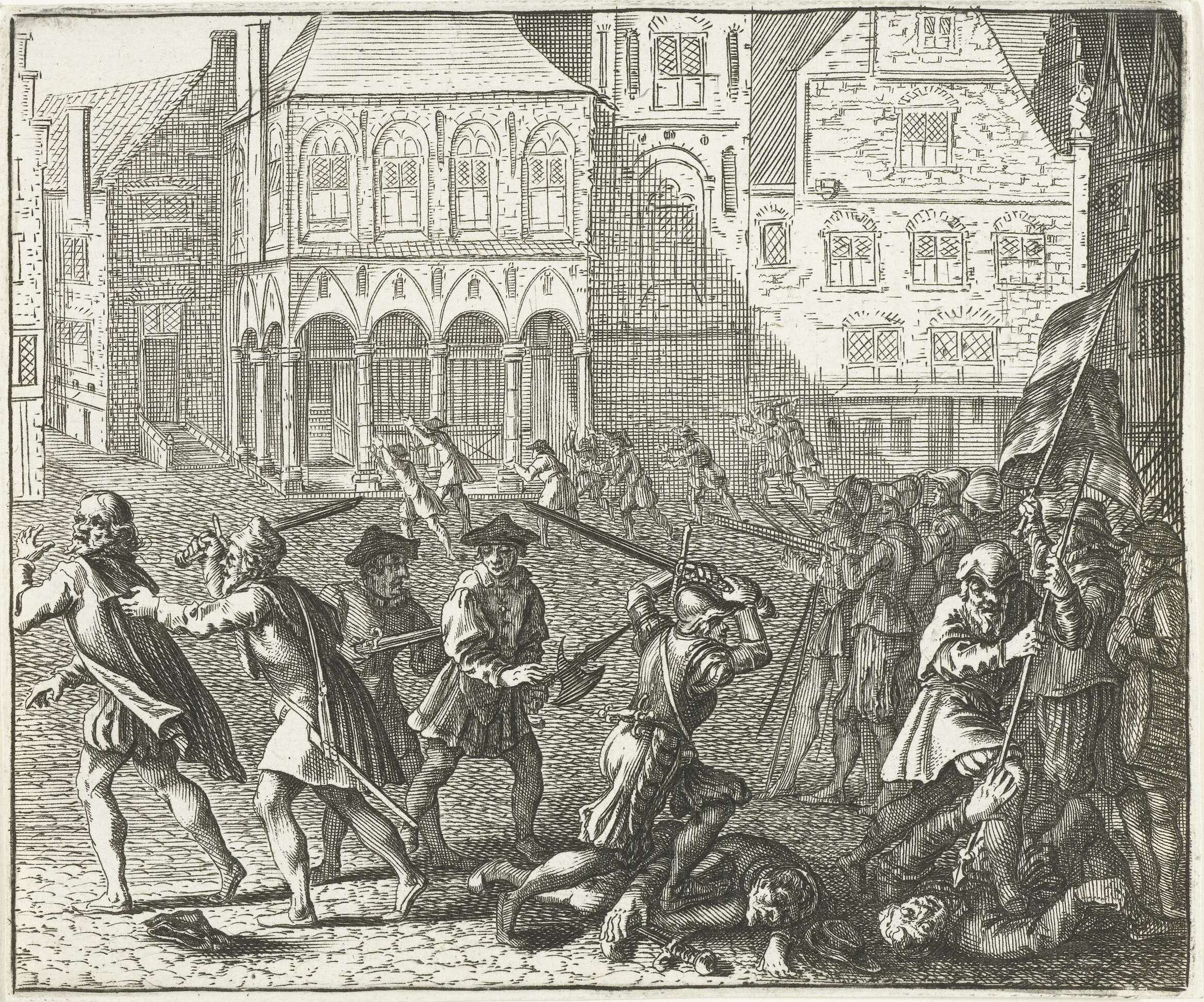
Het Wederdopersoproer

Het Wederdopersoproer in Amsterdam vond plaats op 10 mei 1535 en had tot doel de leer van de wederdopers in de stad te introduceren, zoals dat een jaar eerder was gebeurd in de Duitse stad Münster.

## Aanleiding
De Wederdopersbeweging was een van de uitingen van het opkomend protestantisme als verzet tegen de gevestigde Rooms-Katholieke Kerk. Deze laatste werd nog steeds door bepaalde overheden gesteund en elke afwijkende visie werd door hen veroordeeld en bestreden. Vooral deze bemoeienis was de wederdopers een doorn in het oog. Een nieuwe staat, gebaseerd op de Bijbel en in het bijzonder op de naleving van de Tien Geboden, vormde daarbij een uitgangspunt.
De aanhang van de wederdopers was vooral te vinden onder de boeren en lage burgerij. Door de aanhoudende werkloosheid en de daaruit vloeiende armoede zochten zij steun bij een beweging die de gemeenschap van goederen als een van de fundamenten van een eerlijke maatschappij zag.

## Oproer in Amsterdam

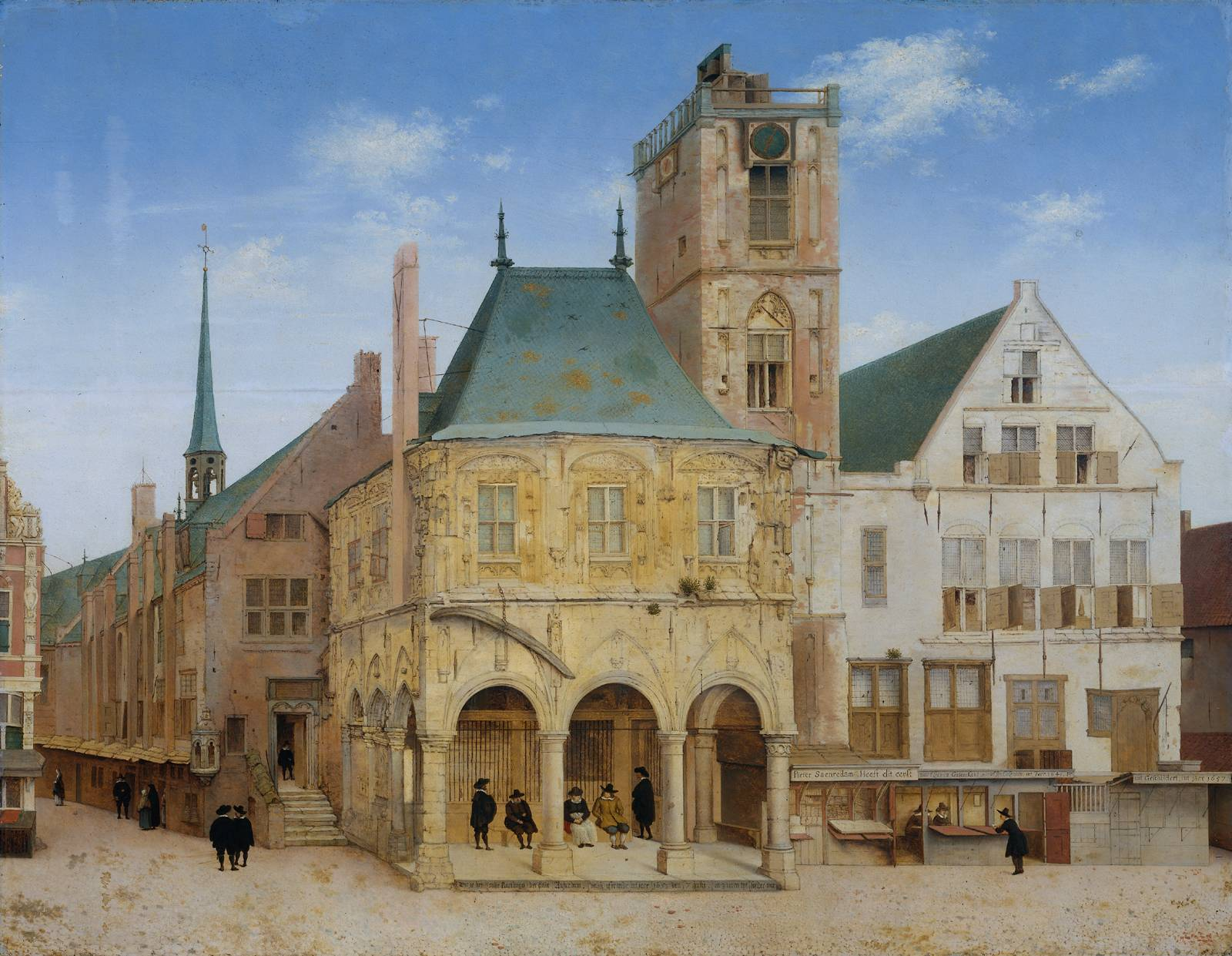
Stadhuis van Amsterdam door P.J. Saenredam

De aanloop van het oproer vond plaats op 11 februari 1535. Tijdens een bijeenkomst van de wederdopers trok een van de aanwezigen tijdens het gebed zijn kleren demonstratief uit en wierp die op het vuur. Hij riep alle anderen op zijn voorbeeld te volgen onder het motto “Wee, de wrake Gods”. Daarna stormde de groep naakt de straat op, in hun ogen een eerlijke naaktheid.
Op 10 mei 1535 volgde de daadwerkelijke opstand. Onder leiding van Jan van Geel werd het stadhuis van Amsterdam bezet, waarbij burgemeester Pieter Colijn werd doodgeslagen. De wederdopers waren ervan overtuigd dat hun actie tot steun van de burgerij zou leiden, maar die bleef uit. Ondanks de sympathieën voor de doelstellingen hadden de burgers ook gehoord van de misstanden plaatsgevonden tijdens de wederdopersopstand in Münster (zware straffen als men zich niet aansloot, onzedelijkheid) en de reactie van de autoriteiten daarop (het neerslaan van de opstand in Münster zou overigens pas plaatshebben in juni 1535, maar de voortekenen waren al duidelijk).
Nog op dezelfde dag werd door de autoriteiten een tegenoffensief ingezet, waarbij 19 burgerslachtoffers vielen en 18 wederdopers omkwamen. Andere aanhangers werden gearresteerd en publiekelijk vernederd en omgebracht. De afgehakte hoofden van de wederdopers werden ter afschrikking op staken bij de stadspoorten geplaatst.

## Nasleep
Door het neerslaan van het oproer greep de katholieke, welgestelde burgerij de kans om zich te ontdoen van de hervormingsgezinde bestuurders, daarbij gesteund door keizer Karel V, die de verordeningen tegen de wederdopers verscherpte en opriep om deze groep te vervolgen.

## Trivia
- Het Wederdopersoproer is venster nummer 7 van de Canon van Amsterdam.
- Flip Droste, emeritus hoogleraar aan de Universiteit van Leuven, schreef in 1997 de roman De aanslag op Amsterdam. Hierin wordt het oproer beschreven vanuit het perspectief van de minderbroeder Cornelis van Naarden, speciale gezant van het Hof te Brussel.

## Bron
- Mellink, A.F. (1978). Amsterdam en de Wederdopers in de zestiende eeuw. Nijmegen: SUN.